# Aileen Ward
Aileen Coursen Ward (* 1. April 1919 in Newark, New Jersey; † 31. Mai 2016 in Santa Monica, Kalifornien) war eine amerikanische Literaturwissenschaftlerin, die insbesondere aufgrund ihrer biografischen Werke über den britischen Dichter John Keats Bekanntheit erlangte. Darüber hinaus lehrte sie an mehreren Eliteuniversitäten der Vereinigten Staaten.

## Werdegang
Aileen Ward wurde in New Jersey geboren und wuchs in Summit als Tochter eines Anwalts auf. Sie studierte am Smith College, wo sie 1940 ihren Bachelor of Arts erhielt. Im Anschluss wechselte Ward ans Radcliffe College, an dem sie 1942 ihren Master of Arts erlangte und 1953 mit einer Dissertation zu poetischer Metaphorik promoviert wurde. Nach ihrem Abschluss lehrte sie am Wellesley, Barnard, Vassar und Sarah Lawrence College. Später hatte sie Lehrstühle an der Brandeis University und der New York University inne, bis sie 1990 emeritiert wurde. Zudem wählte sie die American Academy of Arts and Sciences im Jahr 2000 zum Fellow.
Aileen Ward starb am 31. Mai 2016 im Alter von 97 Jahren in Santa Monica, Kalifornien.

## Werk
Ward wurde vorrangig durch ihre Arbeiten über den britischen Lyriker John Keats bekannt. Ihr biografisches Werk „John Keats: The Making of a Poet“ wurde mit dem Duff Cooper Prize 1963 sowie im Jahr darauf mit dem National Book Award geehrt. Ferner war sie die erste Frau und die erste Amerikanerin, der der britische Duff Cooper Prize zuteilwurde. Später wandte sich Ward William Blake zu, an dessen umfassender Biografie sie ca. 50 Jahre und bis zu ihrem Tod arbeitete. Darüber hinaus war sie viele Jahre an der Leitung der Künstlerkolonie Yaddo beteiligt.